# オリヴィエ・ラマレ
オリヴィエ・ラマレ（Olivier Ramaré）は、フランスの数学者。解析的整数論が専門。1996年に、すべての偶数は高々6個の素数の和として表せることを証明した。